# 微弧氧化
微弧氧化（Micro-arc oxidation，MAO），又称微等离子体氧化（Micro-plasma oxidation，MPO）。在微弧氧化过程中，基体金属与氧离子、电解质离子在热化学、电化学、等离子体化学的共同作用下发生强烈反应，经历熔融、结晶、燒結等高温相变过程，最终在晶体表面熔覆，烧结形成陶瓷层。陶瓷层的形成过程非常复杂，至今还没有一个被学术界公认、并能全面描述陶瓷层形成的合理模型，但这并不妨碍这项技术被应用于各行各业。

## 优势與劣勢
微弧氧化处理过程中，微等离子弧虽然存续时间极短，但其温度却高达数千度，所形成的金属氧化物层与基体呈冶金熔合，具有很高的结合强度；氧化物经历了熔融、冷却及高温相变，以晶体形式存在，因此赋予了陶瓷层结构致密，韧性好，耐磨、耐腐蚀、耐高温冲击和电绝缘等特性，亦能满足隔热、催化、抑菌、亲生物等性能要求。
除可以处理Al（铝）、Mg（镁）、Ti（钛）及其合金外，微弧氧化技术还能在Zr（锆）、Ta（钽）、Nb（铌）等金属及其合金表面产生陶瓷层。微弧氧化技术处理能力强，工艺适用范围广，并且通过改变工艺条件，在一定程度上可调整陶瓷层的微观结构、特征，进而实现对陶瓷层性能的控制。
它的处理液一般为碱性，可以不添加重金属盐，处理过程並不會產生有毒害的气体，是一种绿色环保的表面处理技术。缺點是表面粗糙且不均勻，一般多用於功能性材料表面處理。若要使用於外觀性材料，必須進一步做塗裝或烤漆處理。